# Antonín Nedvěd
Antonín Nedvěd, slovinsky Anton Nedvĕd (19. srpna 1828 Hořovice – 16 června 1896 Lublaň) byl český hudební skladatel, pedagog, sbormistr, dirigent a operní pěvec dlouhodobě působící v pozdějším Slovinsku.

## Životopis

### Mládí
Narodil se v Hořovicích ve středních Čechách. Studoval hudbu v Praze, mj. u Antonína Slavíka, po skončení studií začal vyučovat hru na housle na Žofínské akademii a na pražské české reálce. Poté byl angažován jako sólový operní pěvec u operního souboru v Praze a posléze v Brně.

### Ve Slovinsku
Kvůli finanční tísni brněnského souboru přišel v roce 1856 do Lublaně, kde přijal místo a 26 let pak působil jako ředitel lublaňské Filharmonické společnosti (německy Philharmonische Gesellschaft). Působil zde také jako hudební pedagog, pěvec a dirigent. Od roku 1861 vedl pěvecký sbor při lublaňské knihovně (Narodna čitalnica), tuto funkci po něm roku 1867 převzal další Čech žijící v Lublani, Anton Foerster. Rovněž působil jako hudební pedagog na několika středních školách.

### Úmrtí
Antonín Nedvěd zemřel 16. června 1896 v Lublani ve věku 67 let. Pohřben byl na hřbitově u sv. Kryštofa v Lublani. Hřbitov byl ve 20. letech 20. století zrušen a přeměněn na pietní park.  

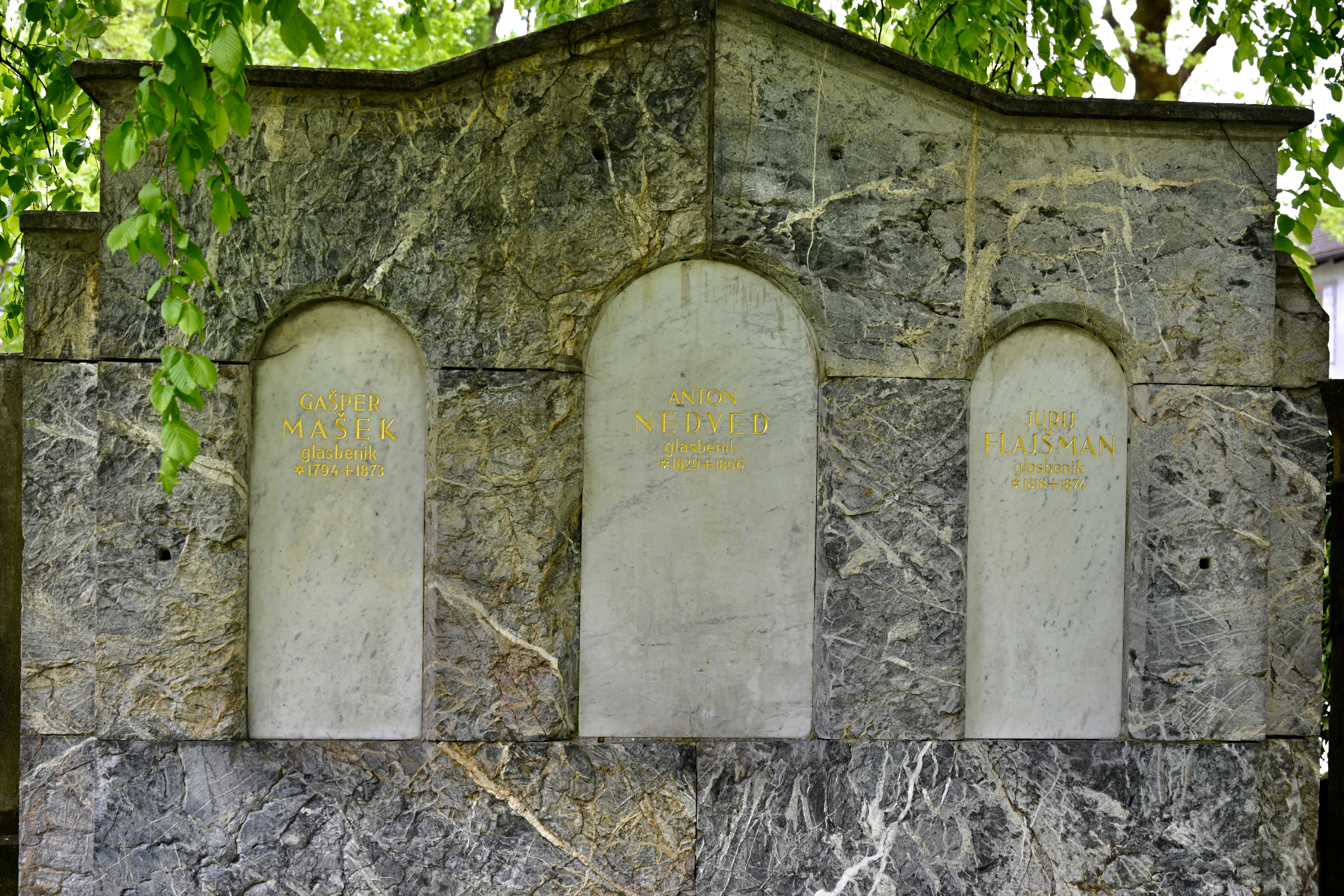
Náhrobek tří hudebníků, Kašpara Maška, Antonína Nedvěda a Jiřího Flajšmana, na místě zrušeného hřbtova u sv. Kryštofa v Lublani

Nedvěd je zde připomenut na symbolickém náhrobku spolu s dalšími zde pohřbenými hudebníky českého původu, Kašparem Maškem a Jiřím Flajšmanem. 

## Dílo
Jakožto hudební skladatel vytvoříl především množství sborových kompozicí, dále pak řadu drobných hudebních děl, mj. kantát či zpěvníků, které vycházely tiskem. Jeho ve Slovinsku asi nejznámějším dílem se stalo jeho zhudebnění básně Simona Gregorčiče Zpátky do horského ráje (Nazaj v planinski raj). 